# Stephen McPhail
Stephen John Paul McPhail (Westminster, Inglaterra, Reino Unido; 9 de diciembre de 1979) es un exfutbolista irlandés que se desempeñaba en la posición de mediocampista. McPhail sufre del síndrome de Sjögren de la enfermedad de Raynaud.

## Selección nacional
Ha sido internacional con la Selección de fútbol de la República de Irlanda, ha jugado 10 partidos internacionales y ha anotado 1 gol.

### Participaciones en Copas del Mundo
| Mundial                               | Sede    | Resultado    |
| ------------------------------------- | ------- | ------------ |
| Copa Mundial de Fútbol Sub-20 de 1999 | Nigeria | 8.º de final |

## Clubes
| Club                | País       | Año       |
| ------------------- | ---------- | --------- |
| Leeds United        | Inglaterra | 1997-2001 |
| Millwall            | Inglaterra | 2002      |
| Nottingham Forest   | Inglaterra | 2003      |
| Barnsley            | Inglaterra | 2004-2006 |
| Cardiff City        | Gales      | 2006-2013 |
| Sheffield Wednesday | Inglaterra | 2013-2014 |
| Shamrock Rovers     | Irlanda    | 2014-2016 |

## Palmarés

### Campeonatos nacionales
| Título                       | Club         | País  | Año  |
| ---------------------------- | ------------ | ----- | ---- |
| Football League Championship | Cardiff City | Gales | 2013 |